# Europio
L'europio è l'elemento chimico con numero atomico 63 e il suo simbolo è Eu.

## Caratteristiche
L'europio è il più reattivo tra gli elementi delle terre rare. Si ossida rapidamente quando è esposto all'aria e reagisce in maniera simile al calcio in presenza di acqua. Come gli altri lantanoidi, esplode spontaneamente all'aria a temperature comprese tra i 150 °C ed i 180 °C. Come il piombo è piuttosto tenero e abbastanza duttile.

## Applicazioni
L'europio ha applicazioni commerciali e industriali nel campo del drogaggio di alcuni materiali vetrosi per la realizzazione di laser. Un suo possibile impiego nei reattori nucleari è oggetto di studio per la sua capacità di assorbire i neutroni.
L'ossido di europio, Eu2O3, era comunemente usato per produrre i fosfori rossi dei televisori e come attivatore dei fosfori a base di ittrio. Viene impiegato anche nella produzione di vetri fluorescenti.
Sali chirali di europio vengono usati nella risonanza magnetica nucleare per semplificare spettri in cui molti segnali risuonano in una regione stretta e affollata. In particolare il complesso Eu(hfc)3 viene utilizzato per discriminare gli enantiomeri di una molecola, poiché forma con essi dei composti diastereoisomerici i cui segnali NMR del 1H o del 13C risuoneranno a diverse frequenze. Inoltre i complessi dei lantanidi vengono utilizzati come agenti di contrasto nell'MRI grazie alle loro proprietà paramagnetiche.
Inoltre, in combinazione con altri elementi come il gallio, lo stronzio, lo zolfo, l'alluminio e il bario, viene impiegato negli inchiostri speciali anti-contraffazione usati sulle banconote dell'euro. La divulgazione di questo utilizzo è dovuta ai chimici olandesi Freek Suijver e Andries Meijerink che sottoposero ad analisi spettroscopica alcune banconote da 5 euro, non riuscendo comunque a scoprire l'esatta composizione di tali inchiostri che è tenuta segreta dalla BCE.
Gli ioni Eu3+, per quanto più stabili degli ioni Eu2+, e gli ioni Sm3+ sono gli unici ioni lantanidi ad avere stati elettronici eccitati accessibili anche a temperatura ambiente.

### Fotoluminescenza
I composti lantanoidei in generale sono molto usati per applicazioni di fotoluminescenza, ovvero processi in cui la radiazione assorbita induce la formazione di uno stato eccitato che si disattiverà in parte emettendo radiazione, andando così a produrre fluorescenza o fosforescenza:
{\displaystyle E_{0}+h\nu } → {\displaystyle E*} → {\displaystyle E_{0}+h\nu '}
Gli stati eccitati a bassa energia per un lantanide sono quelli derivanti da transizioni intraconfigurazionali, ovvero dal cambio di valore dello stato di spin di un elettrone all'interno di una data configurazione elettronica.
Questi stati eccitati sono buoni emettitori poiché si disattivano per vie non-radiative meno facilmente rispetto agli stati elettronici eccitati, tuttavia l'assorbimento verso questi stati è proibito dalle regole di selezione di spin. per popolare questi stati, tipicamente in complessi anche di Eu3+, si utilizzano dei leganti che fungano da "antenna", ovvero assorbano la radiazione e, tramite un processo di energy transfer, popolano questi stati eccitati. il processo è noto come AETE, acronimo di Assorbimento Energy Transfer Emissione.
Un problema di questi stati eccitati intraconfigurazionali è il loro piccolo {\displaystyle \Delta \mathrm {E} } rispetto allo stato fondamentale elettronico: possono essere quenchati da moti vibrazionali del legame O-H del solvente. Si utilizza quindi D2O per sfavorire queste disattivazioni, in quanto con l'acqua deuterata servono dei quanti energetici più grandi per avere la stessa energia di uno stato elettronico anche se a bassa energia come quelli descritti, oppure si utilizzano complessi di Eu3+ con leganti criptandi che proteggono dal contatto col solvente e da eventuali collisioni disattivative che porterebbero a un calo della resa quantica di fluorescenza.

## Storia
L'europio è stato dapprima osservato da Paul Émile Lecoq de Boisbaudran nel 1890 che osservò linee spettrali insolite non attribuibili né al samario né al gadolinio in campioni in cui questi due elementi erano stati concentrati, tuttavia la scoperta effettiva è attribuita a Eugène-Anatole Demarçay che ipotizzò nel 1896 che i campioni di samario fossero contaminati da un elemento ancora sconosciuto, che riuscì a isolare nel 1901.
La sintesi di europio metallico puro è avvenuta solo in tempi relativamente recenti.

## Disponibilità
L'europio non si trova libero in natura, è però contenuto in diversi minerali, di cui i più importanti sono la bastnasite e la monazite.
Può essere riciclato dalle lampade a risparmio energetico.

## Composti
Tra i composti dell'europio si annoverano i seguenti sali:
- fluoruri: EuF2, EuF3
- cloruri: EuCl2, EuCl3
- bromuri: EuBr2, EuBr3
- ioduri: EuI2, EuI3
- ossidi: EuO, Eu2O3
- solfuri: EuS
- selenuri: EuSe
- tellururi: EuTe
- nitruri: EuN

## Isotopi
L'europio in natura è una miscela di due isotopi naturali, 151Eu e 153Eu, con quest'ultimo leggermente più abbondante (52,2%). 153Eu e stabile, ma 151Eu è un emettitore alfa con un'emivita di 5×1018 anni, come scoperto nel 2007.
Sono noti 35 isotopi radioattivi, di cui i più stabili sono 150Eu (con un'emivita di 36,9 anni), 152Eu (13,516 anni) e 154Eu (8,593 anni). Tutti gli altri hanno un tempo di dimezzamento inferiore a 4,7612 anni e la maggior parte di essi inferiore a 12,2 secondi. L'europio ha anche 8 stati metastabili di cui i più stabili sono 150mEu (emivita di 12,8 ore), 152m1Eu (9,3116 ore) e 152m2Eu (96 minuti).
La principale modalità di decadimento degli isotopi più leggeri di 153Eu è la cattura elettronica con conversione in isotopi del samario, quelli più pesanti subiscono invece preferenzialmente un decadimento beta convertendosi in isotopi del gadolinio.

## Precauzioni
La tossicità dei composti dell'europio non è stata indagata a fondo e quindi non vi sono chiare indicazioni che sia più tossico di altri metalli pesanti. La polvere del metallo può incendiarsi o provocare esplosioni.
L'europio possiede probabilmente anche un ruolo biologico ancora parzialmente ignoto. Recentemente ne sono state trovate tracce nei siti attivi di alcuni enzimi batterici.